# Quirina Mocenni Magiotti
Quirina Mocenni Magiotti di Montevarchi (Siena, 1781 – Firenze, 3 luglio 1847) è stata una nobildonna italiana.

## Biografia

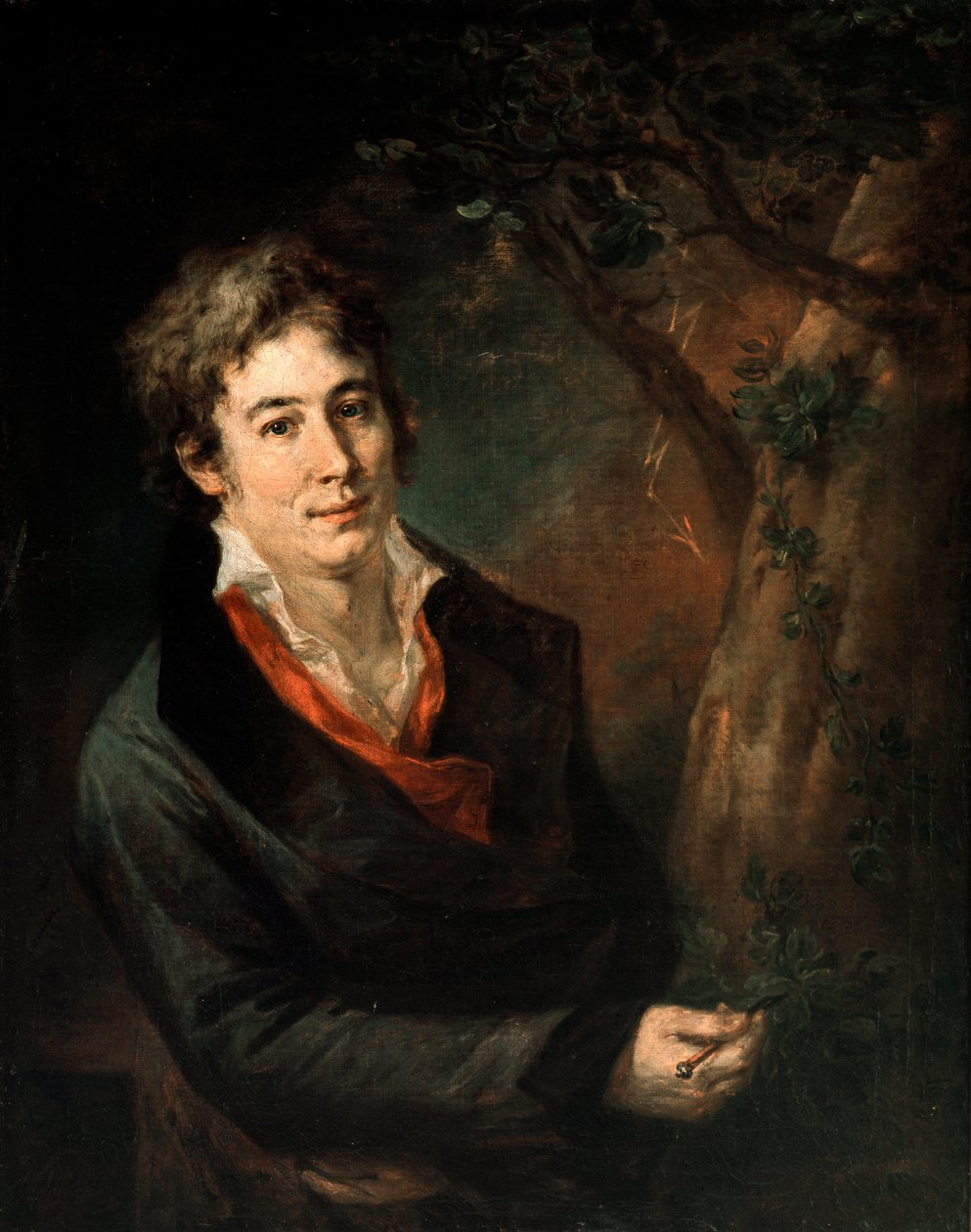
Andrea Appiani, Ritratto di Ugo Foscolo, Milano, Pinacoteca di Brera, 1801-1802

Nata Quirina Mocenni, era infatti figlia di Ansano Mocenni, ricco mercante senese, e di Teresa Regoli, l'«animatrice di un importante salotto frequentato da alcune figure di spicco della rinascita culturale senese (Francesco Gori Gandellini, Mario Bianchi, Ansano Luti, Giuseppe Ciaccheri) durante gli anni del granduca Pietro Leopoldo e da quanti soggiornavano a Siena, come Vittorio Alfieri».
Quirina studiò al Conservatorio di Santa Maria Maddalena a Siena per poi sposare, nel 1801, Ferdinando Magiotti di Montevarchi, nobile di provincia e pronipote di Raffaello Magiotti ma anche «un povero infelice, scemo dalla nascita, ma ricco».
Infatti il «Maggiore Camillo Magiotti, discendente di una famiglia che si pregia di aver avuto fra i suoi membri uno de' più caldi e stimati amici del Galileo, infelice per l'unico figlio a cui la Natura aveva negato il sacro lume dell'intelletto, amoroso padre volle affidarlo alle cure di una compagna, che dopo la morte del genitore lo custodisse con pari affetto, e ne temperasse la sventura, almeno col mantenergli quegli agi, cui il largo censo consentiva».
Visse con il marito tra Firenze e Montevarchi e fu l'amico Leopoldo Cicognara, frequentatore del suo salotto fiorentino, che nell'autunno del 1812 le presentò Ugo Foscolo. Tra i due iniziò una relazione che durò appena 15 giorni.
Difficile dire se Foscolo l'avesse amata davvero o il suo fosse stato solo il capriccio di un momento. Oppure mero interesse visto che per salvarlo dagli strozzini la "Donna Gentile", come la chiamava lui nelle lettere, gli fece un prestito piuttosto consistente di 80 zecchini, che essa non vide mai restituiti.
Quando Foscolo lasciò Firenze, nell'estate del 1813, continuò a scriverle per un po' fingendo amore romantico ma impossibile, poi tenera amicizia e infine solo per questioni relative al suo debito con lei. Fu così che capì di essere stata sedotta e abbandonata, e pure truffata.

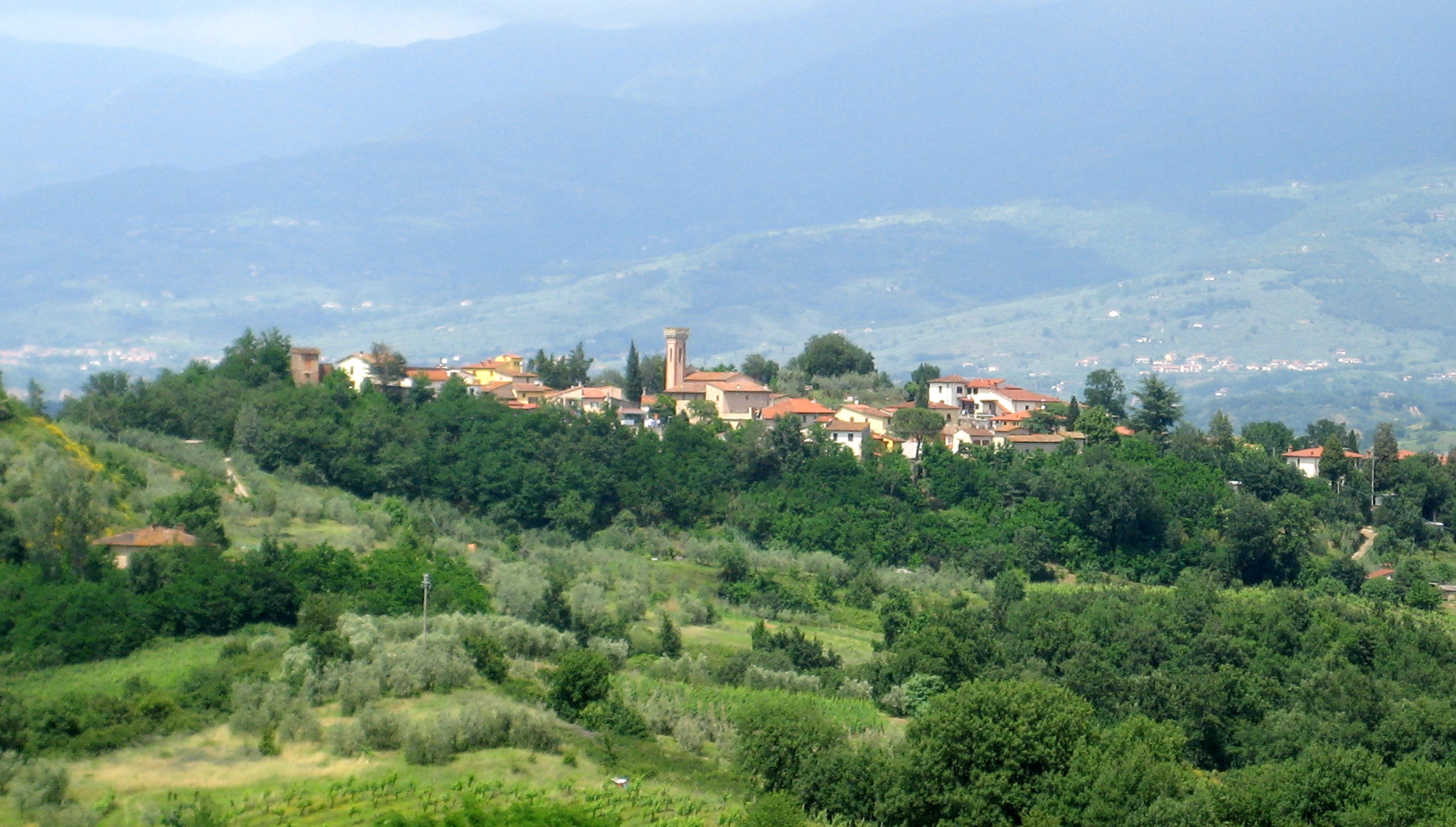
La campagna di Montevarchi presso Ricasoli

Ma la disavventura sentimentale con Foscolo non le fece «mai trascurare il severo incarico da lei assunto, di guidatrice della famiglia, di amministratrice delle sostanze del consorte. E siccome queste per non piccola parte consistevano in beni di suolo, così per parecchi mesi dell'anno ritraevasi in villa, affine di vigilare le campestri faccende, a cui seppe pur vacare con sì intelligente solerzia che li aumentò, e di alcuni perfezionamenti agrarj indotti pe' suoi auspicj nella cultura di quei fondi rustici fu favellato con lode dal Giornale Agrario Toscano». Le proprietà terriere dei Magiotti erano a Montevarchi dove Quirina invitò anche Foscolo nell'autunno del 1813 ma lui, con una scusa, declinò l'invito. 
Nel ricordo di Foscolo intrattenne amicizie con Giuseppe Mazzini e Silvio Pellico e dopo il 1830 si dedicò a opere pie e assistenziali soprattutto in favore dell'infanzia.
Poi però «ella cominciò a sentirsi fieramente aggravata da un incomodo negli organi digestivi […] che, cresciuto ruinosamente l'acerbo malore, con animo fermo e sereno, quantunque straziata da acutissimi dolori, assistita da' suoi, ai quali poco prima di spirare disse le estreme parole di consiglio e di amore, terminò la vita la mattina del 3 di luglio 1847. I suoi avanzi riposano nei chiostri di Santa Maria Novella»